# Курм
Курм (фр. Courmes) насеље је и општина у Француској у региону Прованса-Алпи-Азурна обала, у департману Приморски Алпи која припада префектури Грас.
По подацима из 2011. године у општини је живело 98 становника, а густина насељености је износила 6,24 становника/km². Општина се простире на површини од 15,71 km². Налази се на средњој надморској висини од 630 метара (максималној 1.263 m, а минималној 260 m).

## Демографија
| 1962. | 1968. | 1975. | 1982. | 1990. | 1999. | 2011. |
| ----- | ----- | ----- | ----- | ----- | ----- | ----- |
| 18    | 26    | 42    | 60    | 64    | 88    | 98    |

График промене броја становника у току последњих година